# 我这十年
《我这十年》发行于1995年，是中国摇滚歌手臧天朔的专辑，它被认为是他最有代表性的作品。标题指的是从他的第一次演出的1985年到第一张专辑的1995年间这10年。 
臧天朔起家是一名硬摇滚歌手，但从1985年他声音变得柔和，1993年开始录制曲目，形成了这个软摇滚专辑。 1995年7月，发行第一个月。销量达到了15万份，对当时以及现在的中国硬摇滚歌手都是一个很高的数字；臧天朔也因此成为当年中国最畅销的摇滚歌手。主打单曲“朋友”让臧天朔在全中国范围内得到了认可，至今仍脍炙人口；而整张专辑则得到"感觉良好的音乐"之评价。
该专辑收录的曲目中，既有“1989乐队”的作品，也有臧天朔个人的作品。

## 曲目列表
1. 我就是这个模样
2. 面子
3. 朋友
4. 别离开
5. 中央符号
6. 心的祈祷
7. 的吧结吧
8. 说说
9. 美丽的姑娘山
10. 磨合